# Lapčan család
A Lapčan (vagy Lapčinić) család egyike volt a Horvát Királyság azon tizenkét törzsi nemzetségének, amelyet a Pacta conventa is említ. Székhelyük Lapac városában, az egykori Luka zsupánia területén volt, Dalmáciában. Nemesi jogaikat a 13. század második felétől a család jobbágyi koráig erősítették meg. A 14. században a családból leágazott a karinai ág, Karin székhellyel, amelynek neve idővel meghatározóbb lett, mint maga a Lapčan név. A család címerét a 15. században írják le, és a 17. század közepén egyesítik a Kurjaković család címerével, amelyet az osztrák-bajor Sinzendorf nemesi család használt.

## Története
A mai tudományos álláspont szerint a nemzetség az egykori Luka zsupánia területén lévő Lapacról származik, amelyhez a mai Likában fekvő Lapac városa és vára, a lapaci plébánia és Lapaci-mező is tartozik. A vándorlegeltetésből és a mediterrán mezőgazdaságból adódó kettős gazdaság részeként a másik Lapac valószínűleg a nemzetség nyári birtoka volt..
A rendelkezésre álló adatok szerint a család az első ismert tagja Vniha Lapčan (Vunycha, Vonycha, Vnicha, Vnyche de Lapuch), aki feleségül vette Klauda horvát hercegnőt, Dmitar Zvonimir horvát király (1075–1089) lányát. Ezért a házasságért állítólag birtokokat kapott a dalmáciai Karinban. Ezt a tényt ugyan csak a 14. században jegyezték fel, de úgy tekintik, hogy történelmi hitelessége van. A nemzetség másik lehetséges korai őse Martin karini és lapčani zsupán, egyike a Pacta conventában említett tizenkét nemesnek, aki Kálmán magyar királlyal tárgyalt. A régebbi történészek ezt a Martint, Martin Lapsanović-csal azonosították, akit állítólag 1105-ben Kálmán királytól megkapta a Cetinai zsupánságot.
A nemzetség első biztos említése csak a 12. század közepéből, 1166-ból való, amikor Stanče Petrovot és Berinja Črnotint tanúként jegyezték fel a zárai Szent Krševan-templom és Kamenjane település közötti perben Stanče nagyapja, Pripko öröksége, Kokićane falu miatt. 1183-ban a nemzetség tagjai építették fel a lapaci Keresztelő Szent János-templomot. 1258-ban Hreljin fiai Bogdan és Stanislav, valamint Bogdoslav fiai Stipan és Radovan, Ladislav Gusić korbavai grófoknak nyújtott szolgálatukért megkapták az egykori Bužani zsupánia területén fekvő Gomiljane falut (ma Közép-Dél-Lika területén található). 1263-ban a lapaci nemeseket a királyi várnépek szabadságának megzavarásával vádolták, de az udvarnál a Rátót menbeli I. Roland szlavón bán megvédte őket lojalitásuk, határterületek rendezése és alacsony létszámuk miatt. Végül az ügy nemesi jogaiknak IV. Béla magyar király általi megerősítésével zárult. 1294-ben Stjepan fia Gruban eladott néhány Una melletti földet. A nemzetség tagjai Drežnik zsupánia környékén a Babonić család vazallusai voltak, itt utoljára 1292-ben említik őket. 1322-ben I. Károly magyar király megerősítette az 1263-as királyi okmányt, és a nemzetséget képviselő Petar Giruzlovnak, Mihovil Heljinnek és Sztojkónak még több kiváltságot és jogot biztosított, amelyeket a későbbi királyok is megerősítettek.  1334-ben a Kurjaković család nemesei megerősítették a lapac-mezei Grabrovnik birtokában a Lapac nembeli Vuk Hemov, valamint Jurko és Hemin fivéreket. 1361-től a Kokićane falu körüli vitában szerepelnek tanúként a nemzetség tagjai, akik zárai polgároként itt és Butinci faluban vásároltak földeket.
A 14. században a Lapčan családtagok és a Karinjani birtokok többnyire Luka zsupániában voltak, különösen Dobruća Vas, Mogorova Dubrava, Dolčani, Dragine, Lemeševo Hrašće és Karin, valamint Draginići, Snojaci, Podnadin. (Dubčane, Vitorišćina, Butinci), Polači, Moklama, Tihlić, Jagodno, Meljača, Kačina Gorica, Podbrižane, Visočane, Murvica, Sonković, Topolje, Slano, Vukšić, Blato, Karli és Borlić településeken. Néhányan Zára városába költöztek, és ottani polgárokká váltak. Feltételezik, hogy közeli rokonságban álltak a Kačić családdal, mert 1355-ben Podnadinban említik „Lapčić de genere Cachichorumot”.  Egyes családi ágak az Unamentére – az egykori Pset zsupánijába – költöztek, ahol az utolsó említésük 1447-ben, Bužaniban pedig 1490-ben pedig történt. Zára vidékén 1460-ban említik őket utoljára. Az Oszmán Birodalom hódítása során dalmáciai területeiket felhagyták.
Vjekoslav Klaić szerint nemzetségből származó 15. századi családok a Baldačić, Boričević, Božilović, Čibudinić, Čulić, Grgurić, Hrvatin, Hvaoković, Karlović, Kenlić, Krčelić, Lapić, Livac, Lučimonjić, Mečar , Račečević, Ratković, Silić, Staničković, Starički, Strižić, Tulavčić, Utišenić és Vojslavić, akik Strižiće, Blizane, Brgud, Drihovo, Glavace, Dobričeviće falvakban, valamint Rmanj (Konuba), Konjšrovcane és Lapac városokban éltek.  A 16. század elejéig a gomiljanei Lapčanok leszármazottai Vasca közelében terjedtek el, és számos családra ágaztak szét, többek között a Dobrečić, Jarić, Culić, Rošković, Budisavljević, Jandrij, Tunko, Kraljić, Krznarić, Mavar és Lučkov családokra melyeket 1501-ben és 1508-ban említenek. A Lapčan családból származtak állítólag az Oršić és Utješinović nemesi családok is.

## A Karinjani-ág
Az ág már a 11. században kialakulhatott, de csak a 14. század közepén különültek el egyértelműen. 1350-ben egy Vránából származó dokumentum említi Disoje fiát, Ivant, Grgur fiát Jakovot és Mrdeša fia Stjepant, akik mind Karinból származtak. Egy évvel később a horvát nemesség podbrižanei gyűlésén említik Našman királyi tisztviselőt, a karini Jurislav fia Petruš fiát, akinek draginići birtokait a Draginić nemesi családból származó Franjo Draginić kapta, és helyette Novak bribiri gróftól dobruča vasi birtokokat kapott. Petruš leszármazottait Petruševićnek vagy Petriševićnek is nevezték.
1360-ban I. Lajos magyar király oklevele teljes mértékben megerősítette a karini birtokaiban a Lapčan családot, amelyet Erzsébet királyné előtt Našman, Slovinja fia Jurislav, Marin fia Radoslav, Matija fia Ivan, Ivan fia Radoslav és Grgur fia Mladen képviseltek. Jogaikat azzal igazolták, hogy a birtokokat Zvonimir király Vniha Lapčannak adományozta, akinek ők „igazi örökösei és utódai”. Ezt követően ez az ág elvált, és „Karinjani”-nak nevezték magukat, amelynek szó szerint jelentése „Kariniak”, latinul lejegyezve pedig: „de genere Carinorum”, (további latin alakjai: „de genere Charin”, „de genere Chorin”, „de genere Quirinorum”, „de Quirino”, „generacio Karinorum”, „generatio Quirinich”, „generatio nobilium Karinani”). E nemesek közvetlen leszármazottai a történeti forrásokban követhetők, és a 14. és 15. században több családba ágaztak le, köztük a Našmanić, a Bumbić, Borinić, Korlatović, Slavutinić, Stipković, Dražetić, Božičković, Oplanović, Markovic, Zuvelic,  Mrdesic, Marinic és Matijasevic, és esetleg a Dujmović és Matanić családokba.
Petruš fia Juraj fia Vladiha 1379 és 1416 között, amikor elhunyt,  kiemelkedő személyisége volt a családnak, háza volt Zárában, Karin és Zára vidékén birtokai voltak, Podgrađében pedig nemesi táblabíróként szolgált. ] Pavao Korlat 1433-ban Luka zsupánia nemes esküdt bírája volt. 1444-ben Tihlić képviselői, Ivan Marinović, Mihovil Korlatović, Nikola Dražetić és Ratko Božičković Zárába mentek, hogy megrendeljék a Szent Máté-templom építését, amely a 17. századtól Szent Miklós szerb ortodox templom lett. Velük volt rokon Juraj Korlatović, aki 1499-ben a likai Mogorović nemzetség knyáza volt. 1505-ben Tihlićben és másutt vásárolt földeket, 1512-ben a Bužani zsupánia zsupánja volt, felépítette Korlat várkastélyát és 1513-ban megvásárolta az oporovaci várkastélyt. Ez utóbbi várral tulajdonviszonyba került a Daruvár melletti Bijela Szent Margit-kolostorával. Kiemelkedő szerepet játszott az Oszmán Birodalom csapatai elleni harcban, beleértve a Petar Kružićnak nyújtott segítségét Klissza 1527-es török ostrománál, és részt vett Szapolyai János megkoronázásán. A Korlatović-ág a 16. században telepedett le véglegesen Zárában. Birtokaik voltak Karinban, Nadinban, Kelet-Korbavában és Pounjében. Utoljára ezen a néven Zára vidékén 1498-ban, Cetinában pedig 1510-ben említik őket.